# Aida (album Rino Gaetano)
Aida è il terzo album del cantautore italiano Rino Gaetano, pubblicato nel 1977.

## Descrizione
Il brano che dà il titolo al disco fu pubblicato come 45 giri in due diverse edizioni con due lati B diversi, Escluso il cane e Spendi spandi effendi, anch'essi inclusi in quest'album.
Il brano Standard consiste in un breve frammento blues rock sul quale il cantautore dapprima canta un elenco di personaggi politici democristiani dell'epoca (l'allora Presidente della Repubblica Giovanni Leone, Giulio Andreotti, Aldo Moro, Emilio Colombo, Mariano Rumor, Carlo Donat-Cattin, Amintore Fanfani) seguiti dal papa Paolo VI, storpiandoli come se fossero nomi francesi («Juan Lyon», «Julie Andreottin», «Papamontin», ecc.), quindi chiude con due strofe recitate nel suo tipico stile nonsense: «L'ultima alienazione di una storia vissuta può offrire interessanti prospettive e portare ad equilibrate e non traumatiche decisioni» e «Nondimeno fece l'antico porporato in groppa alla giraffa volante in un amore perduto durante uno changer les dames», il tutto mentre il coro delle Baba Yaga ripete: «Standard».

## Tracce
Testi e musiche di Rino Gaetano.
Lato A
1. Aida – 4:22
2. Fontana chiara – 2:26
3. Spendi spandi effendi – 3:59
4. Sei ottavi – 3:17

Lato B
1. Escluso il cane – 4:17
2. La festa di Maria – 2:46
3. Rare tracce – 2:50
4. Standard – 1:50
5. OK papà – 3:43

## Formazione
- Rino Gaetano – voce
- Michael Brill – basso
- Toto Torquati – tastiera
- Piero Ricci – basso
- Massimo Buzzi – batteria
- Guido Podestà – fisarmonica
- Luciano Ciccaglioni – chitarra
- Arturo Stalteri – tastiera
- Douglas Meakin – chitarra
- Mike Fraser – tastiera
- Rodolfo Bianchi – sax, flauto
- Pandemonium, Baba Yaga – cori
- Marina Arcangeli – voce su Sei ottavi

## Singoli
- 1977 - Aida/Escluso il cane (It, ZBT 7078)
- 1977 - Aida/Spendi spandi effendi (It, ZBT 7081)